# Безпосереднє князівство
Безпосереднє князівство або Імедіатне князівство (чеськ. Bezprostřední knížectví, чеськ. Imediátní knížectví) — слов'янські князівства Центральної Європи, де правляча династія князів вимерла, а їхній сусідній монарх або феодний господар, тобто король Богемії чи імператор Священної Римської імперії, перебрав на себе управління князівством.  
Безпосереднє князівство залежало від імператора або короля, але він міг бути або безпосереднім правителем цього князівства, або надавав його в укравління князю-наміснику. Часто сусідні владні князі з одного боку, та сам імператор/король з іншого, утискали самоуправність імедіатного князівства або забирали в нього частину його земель.
Цей термін, зокрема, використовується для Сілезьких князівств, в яких вимерли правлячі династії князів, й вони відійшли Богемській короні. 
Першим таким князівством стало Вроцлавське князівство, яке стало Безпосереднім князівством у 1335 році. З часом більшість Сілезьких князівств стали Безпосередніми та пізніше взагалі припинили своє існування, за винятком Опавського та Карновського князівств, які були придбані династією Ліхтенштейн і утримувались ними до 1918 року.

## Безпосередні князівства
Перелік Безпосередніх (Імедіатних) князівств:

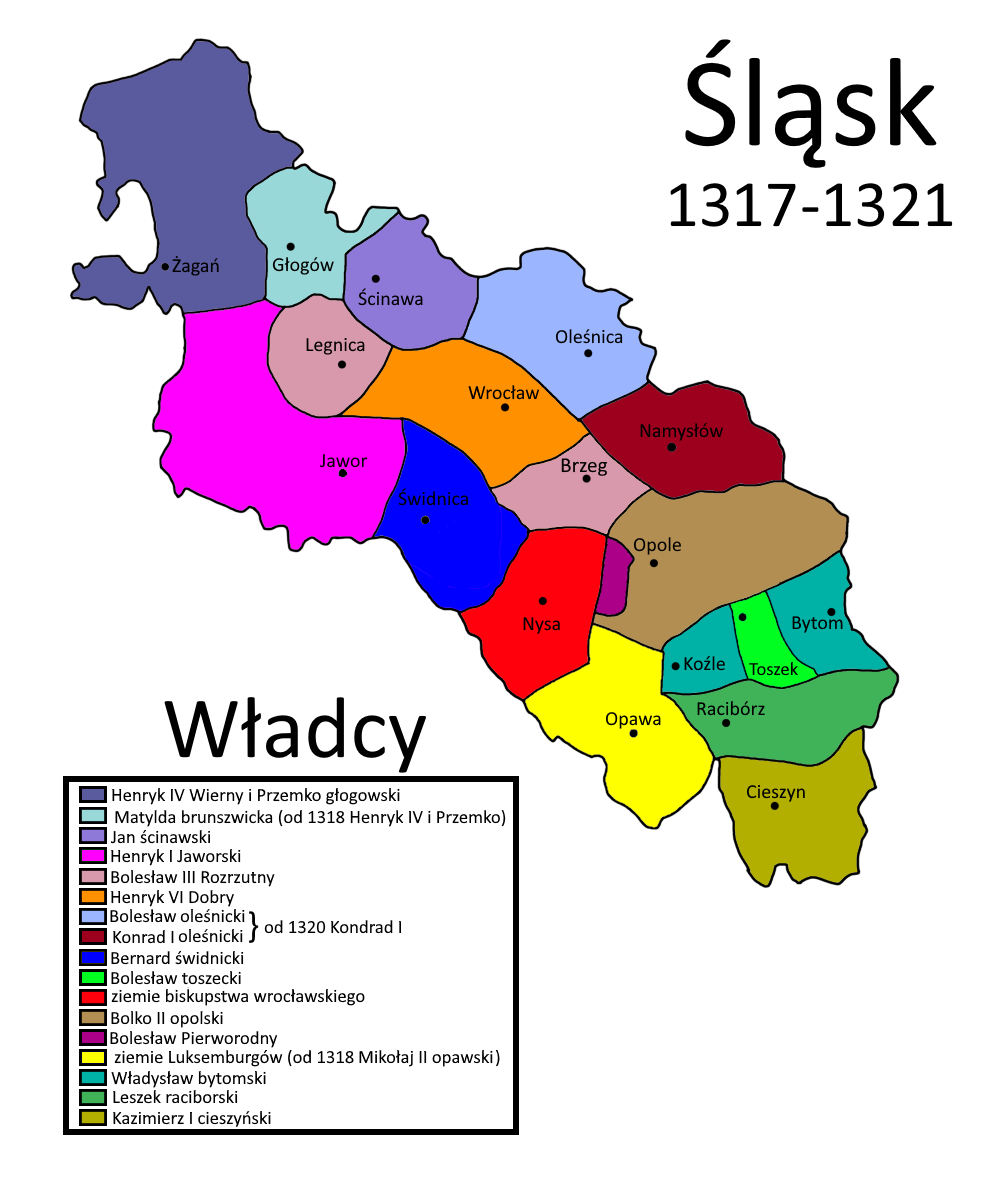

- Битомське князівство (1492–1498, 1621–1623)
- Брегське князівство (1675–1742)
- Воловське князівство (1675–1742)
- Володиславське князівство (1502–1809)
- Вроцлавське князівство (1335–1742)
- Глогувське князівство (1490–1491, 1498–1499, 1508–1742)
- Жаганське князівство (1549–1552, 1601–1627, 1634–1646)
- Зембицьке князівство (1428–1429, 1456, 1457–1465, 1569–1654)
- Карновське князівство (1411–1421, 1490–1493, 1621–1622)
- Козельське князівство (1492–1509)
- Легницьке князівство (1675–1742)
- Намислівське князівство (1348–1356)
- Олесницьке князівство (1492–1495)
- Опавське князівство (1511-1614)
- Опольське князівство (1558–1597, 1598–1622, 1625–1645, 1666–1742)
- Свідницьке князівство (1392–1624, 1637–1742)
- Князівство Стінава (1490–1497, 1675–1742)
- Тешинське князівство (1653–1722)
- Яворське князівство (1392–1624, 1637–1742).